# Глаусіо
Глаусіо (порт. Gláucio, нар. 11 листопада 1975) — бразильський футболіст, що грав на позиції півзахисника, флангового півзахисника. У складі молодіжної збірної Бразилії є віце-чемпіоном світу 1995 року.

## Клубна кар'єра
У дорослому футболі дебютував 1994 року виступами за команду клубу «Португеза Деспортос», в якій того року взяв участь в одному матчі чемпіонату.
В грудні 1994 року перейшов у «Феєнорд», де основним гравцем не став і до кінця сезону 1994/95 зіграв 9 матчів, забивши 3 голи у Ередивізі. Після цього протягом 1996 року грав на правах оренди за «Фламенго», а листопаді повернувся до Нідерландів і також на правах оренди до кінця сезону грав за  «Ексельсіор» (Роттердам) у другому за рівнем дивізіоні країни. У вересні 1997 року він відіграв свою останню гру в Нідерландах за «Феєнорд» і в кінці року він знову повернувся до Бразилії у «Америку» з Ріо-де-Жанейро, з якої здавався в оренду в «Гуарані» (Кампінас).
Влітку 2000 року Глаусіо знову відправився до Європи, а саме до іспанського клубу «Райо Вальєкано». У дебютному сезоні він зіграв 23 матчі в Ла Лізі і забив гол. У другому сезоні він провів 29 матчів у чемпіонаті та також забив один гол.
Влітку 2002 року Глаусіо знову повернувся до Бразилії у «Корінтіанс Алагоано», де провів більше року і у вересні 2003 року перейшов до кувейтського клубу «Аль-Кадісія». Але в цьому клубі півзахисник також не затримався і під час сезону 2004 знову став виступати у своїй рідній країні за «Інтернасьйонал».
У тому ж році Глаусіо підписав трирічний контракт з «Паулістою», тим не менш провів 2005 та 2006 роки в Японії в оренді в клубі «Авіспа Фукуока». У першому сезоні забив 18 голів у 37 матчах, ставши третім бомбардиром Другого дивізіону і допоміг команді вийти в еліту, втім наступного року забив у Джей-лізі лише 1 гол у 7 матчах і незабаром повернувся в «Паулісту».
В липні 2007 року підписав річний контракт з «Сан-Каетану», втім вже у січні 2008 року він переїхав до катарської «Аль-Сальмії», де грав до липня, після чого остаточно повернувся на батьківщину, де ще пограв за клуби «Парана», «Віторія» (Салвадор) та «Оесте» і завершив професійну ігрову кар'єру у 2010 році.

## Виступи за збірну
1995 року у складі молодіжної збірної Бразилії був учасником молодіжного чемпіонату світу в Катарі, на якому зіграв у всіх шести матчах і став з командою фіналістом турніру.

## Титули і досягнення
- Переможець Ліги Каріока (1):

«Фламенго»: 1996
- Переможець Ліги Гаушу (1):

«Інтернасьйонал»: 2004
- Чемпіон Південної Америки (U-20): 1995